# Битва при Фуэнхироле
Битва при Фуэнхироле (фр. Bataille de Fuengirola) — сражение небольшого франко-польского гарнизона крепости в Фуэнхироле против более крупного англо-испанского экспедиционного корпуса Эндрю Блейни, произошедшее 15 октября 1810 г. 
Крепость обороняли примерно 300 человек из 4-го полка герцогства Варшавского. Несмотря на яростные атаки британских и испанских войск с суши и моря, гарнизон крепости в конечном итоге отбил все попытки штурма, нанеся тяжёлый урон имевшему высокую репутацию британскому 89-му (принцессы Виктории) пехотному полку, и даже захватив в плен самого Блейни. Несколько польских офицеров за это сражение были награждены орденом Почетного легиона лично Наполеоном.

## Предыстория
Со времён средневековья город Фуэнхирола был важным торговым городом. Чтобы защитить его от вторжения с моря, мавры построили каменный замок на холме между Средиземным морем и рекой Фуэнхирола. Во время Пиренейской войны район Коста-дель-Соль считался второстепенным, и он был захвачен французскими войсками почти без сопротивления; до 1810 года партизанская деятельность в этом районе практически отсутствовала. Поэтому некоторые польские части Варшавского герцогства, понёсшие потери в боях внутри страны, были отправлены туда в октябре 1810 года для гарнизонной службы и отдыха.
Замок Соайль охранял гарнизон из 150 солдат 4-го польского пехотного и 11-го французского драгунского полков. Командовал ими капитан Франтишек Млокосевич. Подобные небольшие гарнизоны были размещены в близлежащих городах Михас (60 пехотинцев под командованием лейтенанта Евстахия Челмицкого (пол. Eustachy Chełmicki)) и Алаурин-эль-Гранде (200 пехотинцев и 40 драгунов под командованием майора Бронича (пол. Bronisz)). Все эти силы входили в состав французского корпуса генерала Ораса Себастьяни, дислоцированного в Малаге. Корпус насчитывал около 10 тыс. человек, расположенных в южной части Андалусии, чтобы помешать испанским партизанам получать оружие из Гибралтара.
Осенью 1810 года британский генерал-майор лорд Блейни решил направить экспедиционные силы из Гибралтара в направлении порта Малага и захватить его врасплох. Побережье возле небольшой крепости Фуэнхирола казались идеальным местом высадки для войск. Испанские партизаны сообщили англичанам о слабости защитников и нехватке резервов. В октябре 1810 года Блейни собрал полевую армию в составе 2-го батальона 89-го пехотного полка, батальона дезертиров из французской армии, артиллерийского подразделения и испанского полка Толедо. Первоначально британо-испанская экспедиция насчитывала около 1,7 тыс. человек, не считая военно-морского экипажа. Они погрузились на небольшой флот, состоящий из двух фрегатов (HMS Topaze и HMS Sparrowhawk), пяти канонерских лодок, нескольких бригов и транспортных шлюпов.

## Ход сражения
14 октября 1810 года британская флотилия достигла залива Ла-Кала-де-Михас, примерно в трёх километрах к юго-западу от Фуэнхиролы. После высадки к британцам присоединилось небольшое количество испанских партизан. Блейни повёл свои войска на северо-восток вдоль берега, а его флот шёл параллельно к Фуэнхироле. В два часа дня они прибыли к замку, и британский генерал послал парламентёра, чтобы убедить польского командующего сдаться. Млокосевич отказался, и британские корабли открыли огонь.
Несмотря на то, что они были в меньшинстве, поляки выстояли. Сержанту Закржевскому даже удалось потопить одну из британских канонерок. Оставшиеся канонерские лодки ушли за пределы досягаемости двух лёгких польских пушек. Под прикрытием огня двух своих фрегатов Блейни предпринял лобовую атаку на стены замка. Однако после того, как командир 2-го батальона 89-го пехотного полка майор Грант был убит, Блейни приказал отступить. Ночью он высадился, и британские инженеры обустроили возле замка позиции для двух артиллерийских батарей, которыми они планировали разрушить стены. Тем временем польский гарнизон Михаса под командованием лейтенанта Челмицкого, услышав звуки артиллерийского обстрела, пробрался через британские линии и присоединился к защитникам. Гарнизон Бронича из Алаурина также был встревожен, и ранним утром 15 октября его солдаты подошли к Михасу, где столкнулись с испанско-немецким подразделением в 450 человек, посланным туда Блейни, и рассеяли его в штыковой атаке.
Утром 15 октября артиллерийский обстрел усилился, и вскоре британские пушки разрушили одну из башен замка. Около двух часов дня HMS Rodney и ещё один аналогичный испанский военный корабль прибыли в Фуэнхиролу, привезя 932 человека из 1-го батальона 82-го пехотного полка. Чтобы противостоять угрозе, капитан Млокосевич решил внезапно атаковать артиллерийские позиции противника. Оставив замок под охраной, в основном состоящей из раненых, он повёл остальных 130 солдат на вылазку. Осаждающие были застигнуты врасплох, и, несмотря на огромное численное превосходство (примерно 10 к 1), испанский полк, защищавший артиллерийский редут, отступил в беспорядке. Орудия были развёрнуты в обратную от замка сторону, и польские пехотинцы начали обстреливать британские позиции. Хотя артиллерийский огонь в основном не попадал в цель (в польском подразделении не было опытных артиллеристов), он значительно усложнил перегруппировку британских войск.
Примерно через полчаса лорд Блейни сумел перестроить свои войска на берегу и приказал атаковать артиллерийскую установку, занятую польскими войсками. Увидев приближение сильно превосходящего их противника, поляки взорвали запасы пороха и удалились в сторону замка. Однако прежде чем британские и испанские войска смогли продвинуться дальше, они были атакованы на левом фланге польским гарнизоном Алаурина, который только что прибыл на поле битвы. Приблизительно 200 отдохнувших и хорошо экипированных поляков под командованием Бронича достаточно долго отвлекали британцев, чтобы капитан Млокосевич успел перегруппировать свои силы и ударить по правому флангу британской линии. Эта почти одновременная атака польских частей при поддержке примерно 30 французских кавалеристов из 21-го драгунского полка застала врасплох пехоту противника, которая вскоре дрогнула. После того, как лорд Блейни был взят поляками в плен, его пехота тут же отступила и в полной панике начала посадку на суда под огнём их же собственных пушек, вновь захваченных поляками.

## Результаты
Героическая защита замка в Фуэнхироле было одним из немногих случаев (кроме Маиды и Ла-Альбуэры), когда польские солдаты сражались против войск Великобритании. Это было также одно из немногих разгромных поражений британцев в Пиренейской войне. Хотя в своих мемуарах лорд Блейни пытался преуменьшить важность битвы при Фуэнхироле, он оставался во французском плену почти четыре года, вплоть до 1814 года. Сданная им сабля в настоящее время экспонируется в музее Чарторыйских в Кракове.
Некоторые британские военные историки оправдывают разгром британцев своевременным прибытием превосходящих сил генерала Себастьяни из Малаги. Тем не менее, собственный доклад Себастьяни маршалу Сульту свидетельствует о том, что его колонна достигла Фуэнхиролы утром 16 октября, спустя некоторое время после боя. Тем не менее, эта дискуссия продолжается.